# Зиняки (Щучинский район)
Зиняки (бел. Зінякі́) — деревня в Щучинском районе Гродненской области Белоруссии. В составе Остринского сельсовета.

## География
Пролегает дорога Н-6275.
Ближайшие населённые пункты Олишковцы, Рыбаки и др.

## История
В 1905 году в Дубичской волости Лидского уезда Виленской губернии.

## Население

### Численность
- 2019 год — 4 жителей

### Динамика
- 1905 год — 301 жителей (152 муж., 149 жен.)[2]
- 1999 год — 34 жителей (перепись населения)
- 2009 год — 14 жителей (перепись населения)[2]
- 2019 год — 4 жителей (перепись населения)

## Достопримечательность
- Мемориальный комплекс «Зиняки» (1988)[3]. В 2019 году произведена реставрация.

Мемориальный комплекс создан на месте, где в январе 1944 года погибли жители деревни Зиняки.